# Le Justicier solitaire (film, 1981)
Pour les articles homonymes, voir Le Justicier solitaire.
Pour plus de détails, voir Fiche technique et Distribution.
Le Justicier solitaire (The Legend of the Lone Ranger) est un western américain réalisé par William A. Fraker, sorti en 1981.

## Synopsis
Le hors-la-loi Butch Cavendish prend de l'expansion en voulant prendre les terres appartenant aux fermiers. Les hommes de Cavendish pillent un journal local car le rédacteur en chef avait eu l'audace de dénoncer ses agissements. Un groupe de texas rangers mené par le capitaine Dan Reid est délégué pour l'arrêter. John Reid, fraîchement diplômé de l'école de droit rejoint son frère dans cette traque mais le groupe est piégé et massacré. Par miracle, John est sauvé par Tonto, un ami d'enfance. Après avoir guéri de ses blessures, John décide de devenir le Ranger Solitaire et pour cacher son identité décide de prendre un masque. Peu de temps après, le président Grant en visite dans la région est enlevé par Cavendish. Ce dernier réclame une forte somme d'argent ainsi qu'une amnistie de ses crimes. Le justicier solitaire entre en jeu, accompagné de Tonto pour l'arrêter.

## Fiche technique
- Titre original : The Legend of the Lone Ranger
- Titre français : Le Justicier solitaire
- Réalisation : William A. Fraker
- Scénario : Ivan Goff, Ben Roberts, William Roberts et Jerry Derloshon d'après les personnages créés par George W. Trendle et Fran Striker
- Direction artistique : David M. Haber
- Décors : Albert Brenner
- Photographie : László Kovács
- Musique : John Barry
- Montage : Thomas Stanford
- Costumes : Noel Taylor
- Production : Jack Wrather, Walter Coblentz, Martin Starger et Lew Grade
- Sociétés de production : Wrather Productions et ITC
- Société de distribution : Universal Pictures (États-Unis)
- Budget : 18 000 000 de dollars[1]
- Pays d'origine :  États-Unis
- Langue originale : anglais
- Format : couleur - 35 mm - 2,35:1 - son Dolby Digital
- Genre : Western
- Date de sortie[2] :

États-Unis, Canada : 22 mai 1981

## Distribution
- Klinton Spilsbury : John Reid / le Justicier solitaire
- Michael Horse : Tonto
- Christopher Lloyd : Major Bartholomew "Butch" Cavendish
- Matt Clark : Sheriff Wiatt
- Juanin Clay : Amy Striker
- Jason Robards : Président Ulysses S. Grant
- John Bennett Perry : Capitaine des rangers Dan Reid
- David Hayward : Ranger Collins
- John Hart : Lucas Striker
- Richard Farnsworth : Wild Bill Hickok
- Lincoln Tate : Général George A. Custer
- Ted Flicker : Buffalo Bill Cody
- Marc Gilpin (en) : John Reid enfant
- Patrick Montoya : Tonto enfant
- David Bennett : Général Aurelio Rodriguez
- Ted White : Jonathan Reid
- Cheré Bryson : Madame Reid
- James Lee Crite : Ranger Walter
- Jim Burke : Ranger Stephenson
- Jeff Ramsey : Ranger Alcott
- Bennie Dobbins : Ranger Ranger Lopez
- Henry Wills : Ranger Little
- Greg Walker : Ranger Rankin
- Mike Adams : Ranger Palmer
- Ben Bates : Ranger Post
- Bill Hart : Ranger Carner
- Larry Randles : Ranger Stacy
- Robert Hoy : Perlmutter
- Ted Gehring : Dale Wesley Stillwell
- Buck Taylor : Robert Edward Gattlin
- Tom R. Diaz : Eastman
- Chuck Hayward : Wald
- Tom Laughlin : Neeley
- Terry Leonard : Valentine
- Steve Meador : Russell
- Joe Finnegan : Westlake
- Roy Bonner : Richardson
- John M. Smith : Whitloff

## Production
À la suite du monumental succès de Superman en 1978 sur les écrans de cinéma, les producteurs hollywoodiens décident d'adapter des personnages issus de la culture pop et principalement des héros de pulps et feuilletons radiophoniques. Après un sondage effectué auprès de la population l'une des icônes les plus populaires reste Le Lone Ranger. Jack Wrather qui détient les droits du personnage décide qu'il est temps qu'il apparaisse sur grand écran avec des moyens importants et un tout nouveau visage. Après des auditions intenses, un jeune acteur qui fait carrière comme mannequin est choisi : il s'agit de Klinton Spilsbury. N'ayant aucune expérience de la comédie, il est le fils d'un entraîneur de football américain célèbre. On lui adjoint un autre débutant, Michael Horse. Ce dernier qui est un ami personnel de Jay Silverheels obtient le rôle de Tonto grâce à ce dernier.
De nombreux problèmes hors coulisses sont apparus. Ce n'est qu'en juin 2013 que l'éditorialiste Ted Johnson de Variety en a su davantage en interviewant le producteur Walter Coblentz : le choix désastreux de Pilsbury ainsi que son attitude en dehors des plateaux a fait une mauvaise campagne et un bouche à oreille qui n'était pas favorable au film bien avant qu'il ne sorte sans parler du procès intenté à l'acteur de la série originale Clayton Moore par Wrather. En effet, Moore qui parcourait le pays depuis des années dans le costume et le masque du Lone Ranger lors de fêtes et de conventions pour gagner sa vie a du rendre le masque, ce qui a rendu les fans furieux. Une campagne afin de boycotter le long métrage s'est mise en place.
Mais le pire reste à venir lorsque lors d'une projection test, les producteurs se rendent compte que la voix de l'acteur principal n'est presque pas audible. Ils décident d'effectuer un nouveau doublage par un autre acteur : James Keach. Lors de sa sortie, le film fera un flop et ne rapportera qu'un peu plus de 12 millions de dollars pour un investissement initial de 18 millions.

## Distinctions
Le film a eu plusieurs prix dans des catégories dont il se serait bien passé.

### Récompenses

#### Razzie Awards 1982
- Razzie Award du pire acteur : Klinton Spilsbury
- Razzie Award de la pire nouvelle star : Klinton Spilsbury
- Razzie Award de la pire musique : John Barry

#### The Stinkers Bad Movie Awards
- Stinker Award du pire acteur : Klinton Spilsbury

### Nominations

#### Razzie Awards 1982
- Razzie Award de la pire chanson : John Barry et Dean Pitchford

#### The Stinkers Bad Movie Awards
- Stinker Award de la pire chanson de début / fin de générique : Merle Haggard